# Czarne Stopy (Siuksowie)

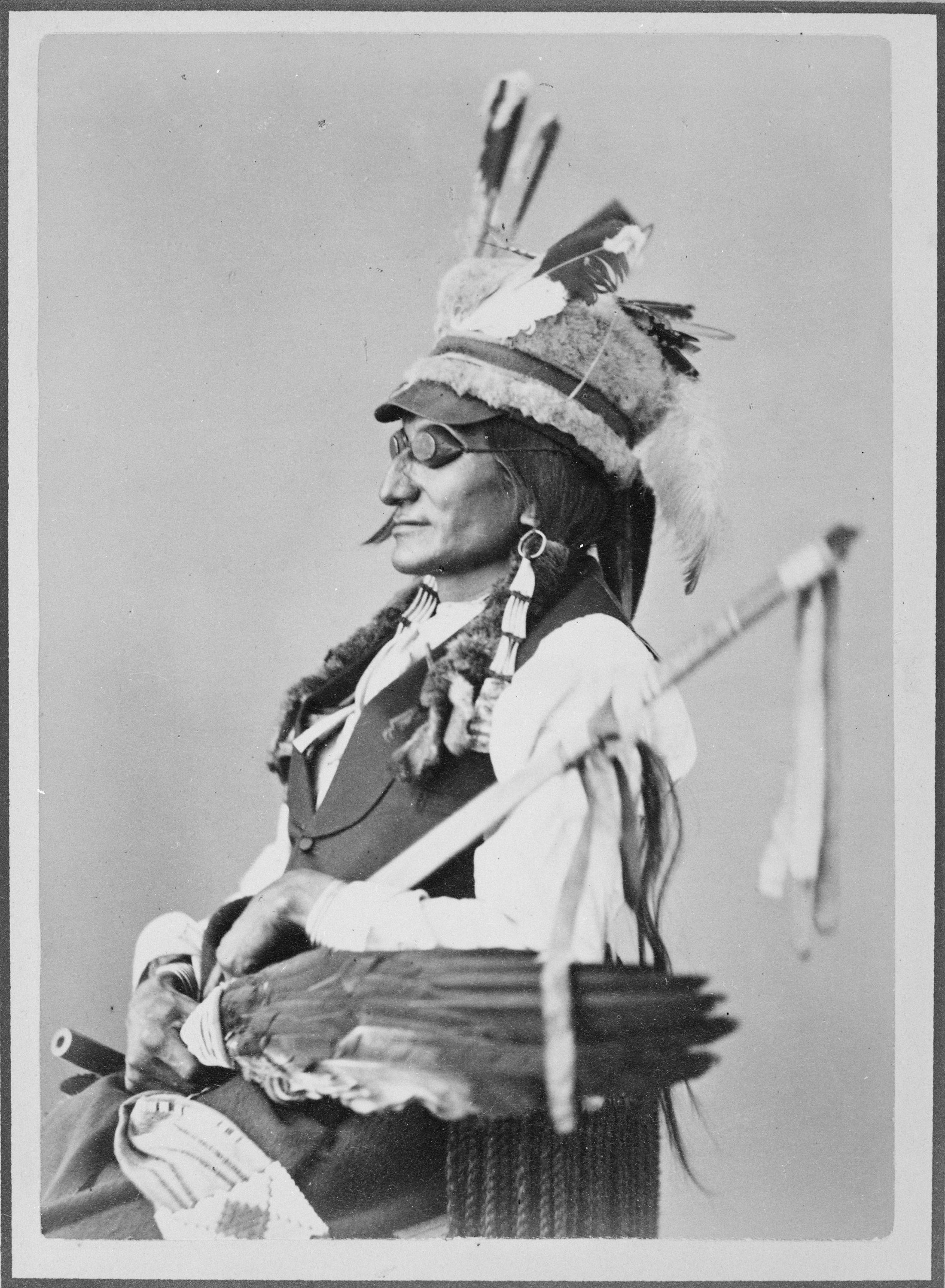
Kangi Iyotanke, znany również jako Siedząca Wrona.

Czarne Stopy (nazwa własna Sihásapa, ang. Black Foot Sioux) – niewielki szczep w grupie plemiennej Dakotów, będący częścią plemienia Lakotów (nie mylić z algonkiańską grupą plemion Siksika, zwaną również Czarnymi Stopami). Tubylcza nazwa plemienia nawiązuje do zwyczaju farbowania lub barwienia (poprzez wcieranie) mokasynów węglem. W przeszłości mówili dialektem  teton (inaczej zachodnim) należącym do siuańskiej rodziny językowej.
W XVII wieku żyli w północnej i środkowej Minnesocie, ale w pierwszej połowie XIX wieku zmuszeni zostali do przemieszczenia się na zachód. Przyczyną była ogólna migracja plemion indiańskich, wypieranych przez coraz liczniejszych osadników europejskich.
Zamieszkują głównie – wraz z pokrewnymi plemionami Hunkpapa, Minneconjou, O'ohenonpa i Yanktonai – rezerwat Standing Rock założony w roku 1868 na obszarze hrabstw Sioux w Dakocie Północnej i Carson w Dakocie Południowej. Rezerwat obejmuje 847 800 akrów powierzchni, z czego około 300 tys. akrów jest własnością plemienną. W roku 1990 zamieszkiwało tam 4866 Indian.

## Szczepy
W roku 1880 John Grass przedstawił następującą listę szczepów (tiyospaye) Sihásapa:
- Sihasapa-Hkcha czy Sihasapa qtca („Prawdziwe Czarne Stopy”)
- Kangi-shun Pegnake czy Kanxicu pegnake („Włosy Ozdobione Wronimi Piórami” lub „Przyozdabiający Włosy Piórami Kruka”)
- Glaglahecha czy Glagla heca („Niechlujni”, „Niezawiązani” lub „Zbyt Leniwi by Zawiązać Mokasyny”)
- Wazhazha czy Wajaje („Osage”, „Zabójcze Orły”)
- Hohe („Rebelianci”, Assiniboinowie)
- Wamnuga Owin or Wamnugaoin („Noszący Zausznice z Muszel”)